# ベルリン分離派

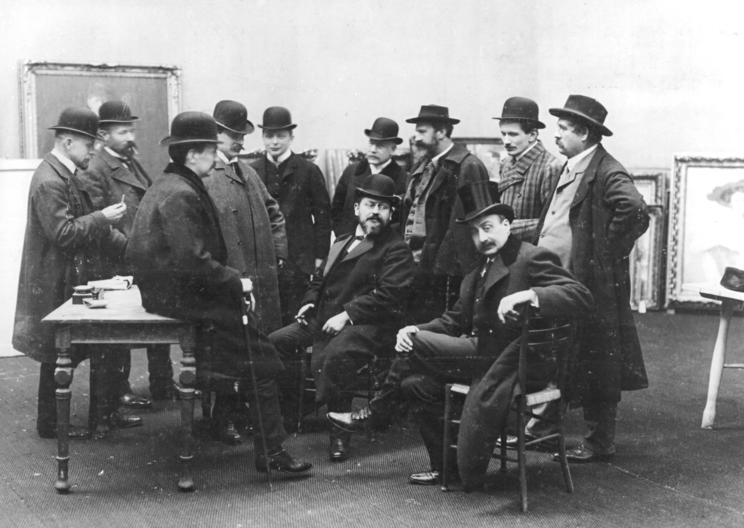
ベルリン分離派展覧会（1908年）

ベルリン分離派（Berliner Secession）は、19世紀末から20世紀始めにかけてドイツ語圏で興った世紀末芸術運動における芸術家集団のひとつ。ミュンヘン分離派（1892年）、ウィーン分離派（1897年）に続き、マックス・リーバーマンらの指揮のもとに1899年結成された。旧来の芸術を批判し、伝統からの脱却・分離を標榜したため「分離派」の名がついた（語源はラテン語の「secessio」）。初代の会長にマックス・リーバーマンが選ばれ、1899年に最初の展覧会が開かれた。第2回の展覧会には外国人の作品も多く出展されるようになり、1902年に一部の国粋的な画家が脱退した。1910年に分離派の展覧会に表現主義の画家の作品27点が展示が拒絶された後、ゲオルク・タッパートとマックス・ペヒシュタインらのメンバーが脱退して「新分離派(Neue Secession)が結成され、独自に展覧会を開いた。「新分離派」には「ブリュッケ」のメンバーや後に「青騎士」を結成するメンバーが加わり1914年まで活動した。ベルリン分離派の初代会長であった、マックス・リーバーマンやマックス・ベックマン、ケーテ・コルヴィッツらの50人のメンバーは1914年に「自由分離派（Freie Secession）」を結成し、自由分離派は1914年に最初の展覧会を開き、1923年まで展覧会を開いた。

## グループに属していた芸術家
- テオドール・ハーゲン (1842–1919)
- マックス・リーバーマン (1847–1935)
- カール・ハーゲマイスター (1848–1933)
- フーゴー・フォン・ハーベルマン (1849–1929)
- フランツ・スカルビナ (1849–1910)
- ゲオルゲ・モッソン (1851–1933)
- ヴィルヘルム・トリュブナー (1851–1917)
- フェルディナント・ホドラー (1853–1918)
- クルト・ヘルマン (1854–1929)
- マックス・クルーゼ (1854–1942)
- オスカー・フレンツェル (1855–1915)
- ドーラ・ヒッツ (1856–1924)
- マックス・クリンガー (1857–1920)
- ラインホルト・レプシウス (1857–1922)
- ロヴィス・コリント (1858–1925)
- パウル・バウム (1859–1932)
- ハインリッヒ・ツィレ (1858–1929)
- フィリップ・フランク (1860–1944)
- ヘートヴィヒ・ヴァイス (1860–1923)
- レッサー・ユリィ (1861–1931)
- クララ・ジーベルト (1862–1945)
- エドヴァルド・ムンク (1863–1944)
- ユリエ・ヴォルフトルン (1864–1944)
- ザビーネ・レプシウス (1864–1942)
- ルートヴィヒ・デトマン (1865–1944)
- ヴァルター・ライスティコフ (1865–1908)
- オットー・モーダーゾーン (1865–1943)
- マリア・スラヴォナ (1865–1931)
- オットー・ハインリヒ・エンゲル (1866–1949)
- マックス・シュリヒティング (1866–1937)
- ケーテ・コルヴィッツ (1867–1945)
- エミール・ノルデ (1867–1956)
- エルンスト・オップラー (1867–1929)
- ロベルト・シュテルル (1867–1932)
- アウグスト・クラウス (1868–1934)
- マックス・スレーフォークト (1868–1932)
- パウル・クリムシュ (1868–1917)
- ハインリヒ・エドゥアルト・リンデ＝ヴァルター (1868–1939)
- アドルフ・エドヴァルト・ヘルシュタイン (1869–1932)
- アウグスト・ガウル (1869–1921)
- ハンス・バルシェック (1870–1935)
- エルンスト・バルラハ (1870–1938)
- マルティン・ブランデンブルク (1870–1919)
- フリッツ・クリムシュ (1870–1960)
- エミール・オルリック (1870–1932)
- リオネル・ファイニンガー (1871–1956)
- レオ・フォン・ケーニッヒ (1871–1944)
- ウルリッヒ・ヒュブナー (1872–1932)
- エミール・ルドルフ・ヴァイス (1875–1942)
- オスカー・モル (1875–1947)
- ヘルマン・シュトゥルク (1876-1944)
- ゲオルク・コルベ (1877–1947)
- カール・ヴァルザー (1877–1943)
- エルンスト・ルートヴィヒ・キルヒナー (1880–1938)
- ルドルフ・グロスマン (1882–1941)
- ヴァルデマール・レスラー (1882–1916)
- マックス・ベックマン (1884–1950)
- カール・シュミット＝ロットルフ (1884–1976)
- ヴィリー・ヤーケル (1888–1944)
- エーリッヒ・ビュトナー (1889–1936)

## ギャラリー

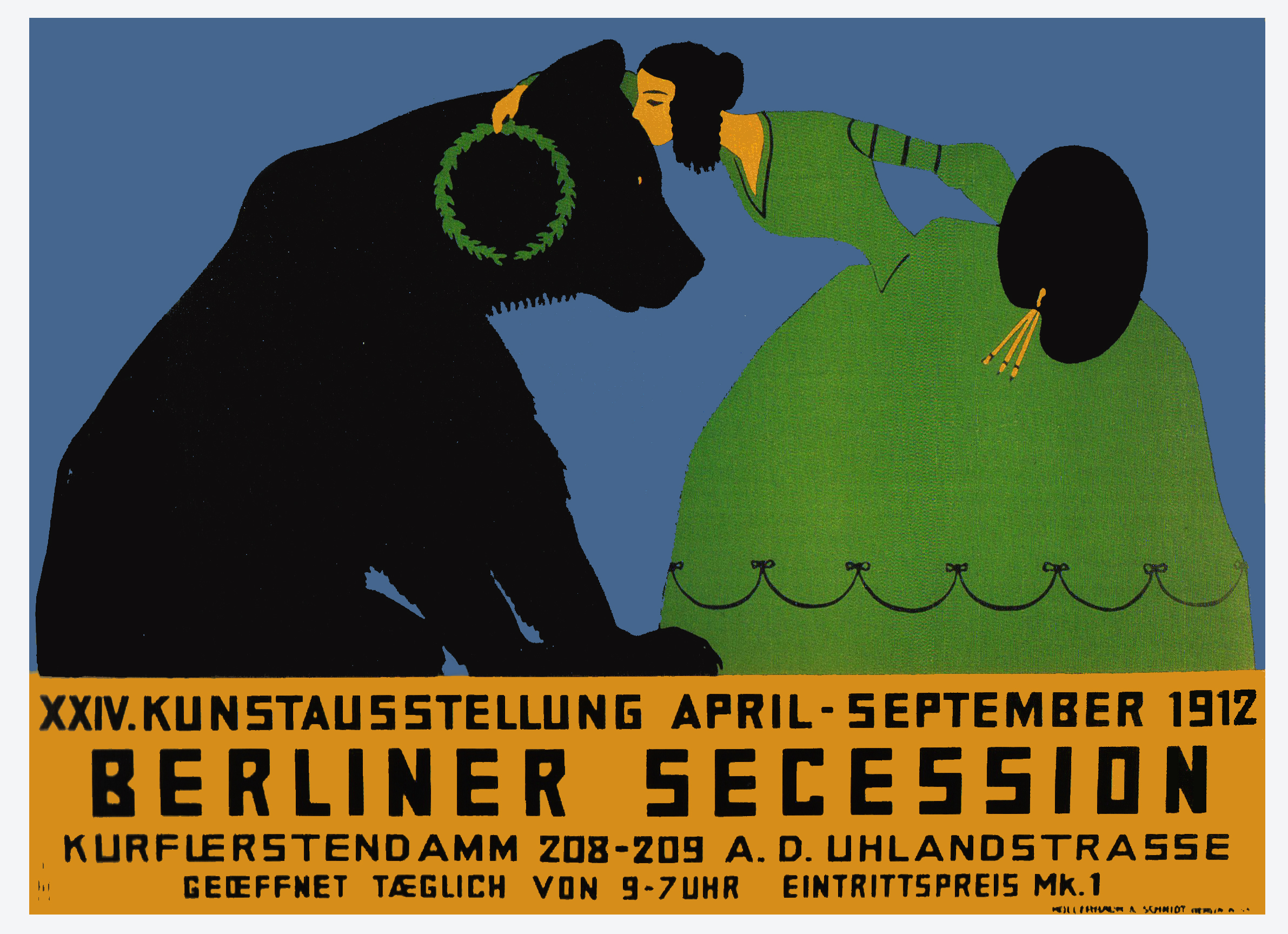
1912年の展覧会のポスター
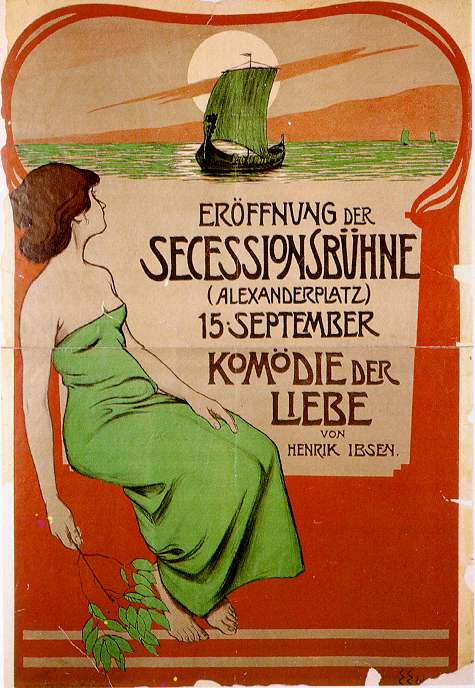
1900年のポスター、(イプセンの劇を上演、(作)Edmund Edel
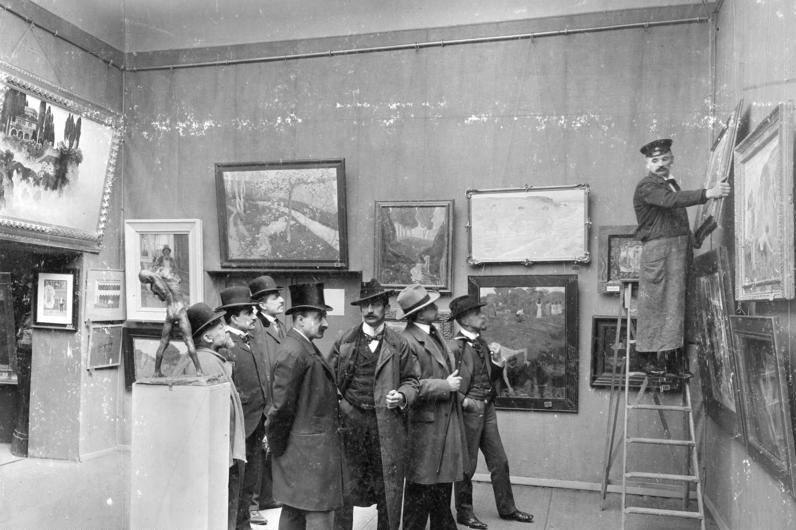
展覧会の準備中のメンバー（1904年）: